# Chinook (Montana)
Pour les articles homonymes, voir Chinook.
La ville de Chinook est le siège du comté de Blaine, dans l’État du Montana, aux États-Unis. Lors du recensement de 2010, elle comptait 1 203 habitants, population estimée à 1 233 habitants en 2016.